# Mahmoud Ahmed Sherifo
Mahmoud Ahmed Sherifo (* 1948 in der Südregion, Eritrea; † möglicherweise 2003 in Eritrea) war ein eritreischer Politiker.

## Biografische Angaben
Er trat 1967 der Eritreischen Befreiungsfront bei. 1992 wurde er der zweite Außenminister des Landes, als Nachfolger von Mohammed Said Bareh. Von 2000 bis 2001 war er Innenminister.
Sherifo gehörte zu der G-15 genannten Gruppe von 15 hochrangigen Militärs und Politikern, die 2001 in offenen Briefen politische Reformen in Eritrea forderten. Er wurde wie die meisten anderen Mitglieder der G-15 im September 2001 verhaftet und ohne Gerichtsverfahren inhaftiert. Sein Verbleib wurde von eritreischer Seite nie geklärt. Ein ehemaliger Gefängniswärter, der 2010 aus Eritrea geflohen ist, erklärte in einem 2011 geführten Interview, Sherifo sei etwa 2003 an den Folgen einer Erkrankung in der Haft gestorben.